# 田昭武
田昭武（1927年6月28日—2024年10月1日），福建福州人，中国电化学家，中国科学院院士，被誉为“中国现代电化学的奠基人”。

## 生平
田昭武是福建省福州市螺洲镇人。先后就读于福建师院附属第二小学、福州第一中学、永安中学和厦门大学化学系。毕业后留校，从事科研教学工作近五十年。1978年起任厦门大学教授。1982年至1989年任厦门大学校长。1986年当选为中国化学会理事长。1996年当选为国际电化学会副主席。
2024年10月1日22时50分，田昭武于厦门辞世，享年97岁。

## 学术贡献
田昭武重视交叉学科，研究领域扩展到光电化学、电化学扫描隧道显微技术、三维微加工技术、芯片生化实验室、谱学电化学和量子电化学等。提出多孔电极极化的“特征电流”概念和“不平整液膜”模型，创立电极绝对等效电路的新解法和测量电极瞬间阻抗的选相调辉技术。首创并推广电化学技术和仪器，如新一代的离子色谱抑制器、微区腐蚀测量系统和国内第一台电化学综合测试仪等。在化学电源、金属腐蚀和电化学分析方面，都有结合生产实际的研究成果。

## 荣誉
1980年当选为中国科学院院士。1984年获英国威尔士大学名誉博士学位。1996年当选为第三世界科学院院士。

## 家庭
儿子田中群是中国物理化学家，中国科学院院士。